# Butuan

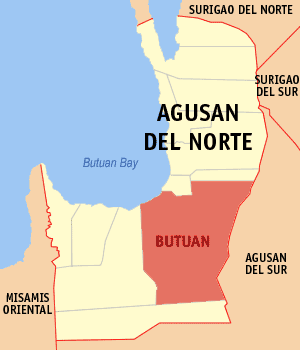
Butuan Citys läge i Agusan del Norte

Butuan (Cebuano: Dakbayan sa Butuan; Butuanon: Dakbayan hong Butuan) är en stad på ön Mindanao i Filippinerna. Den är administrativ huvudort för provinsen Agusan del Norte samt regionen Caraga och hade 298 378 invånare vid folkräkningen 2007. Staden är indelad i 86 smådistrikt, barangayer, varav 15 är klassificerade som urbana.